# Zygmuntów (Mazovie)
Pour les articles homonymes, voir Zygmuntów.
Zygmuntów (prononciation : [zɨɡˈmuntuf]) est un village polonais de la gmina de Gielniów dans le powiat de Przysucha de la voïvodie de Mazovie dans le centre-est de la Pologne.
Il se situe à environ 8 kilomètres au nord-est de Gielniów (siège de la gmina), 7 kilomètres au nord-ouest de Przysucha (siège du powiat) et à 94 km au sud de Varsovie (capitale de la Pologne).
Le village compte approximativement une population de 150 habitants.

## Histoire
De 1975 à 1998, le village appartenait administrativement à la voïvodie de Radom.